# Greg Marcks
Greg Marcks est un réalisateur américain né le 12 août 1976 à Concord au Massachusetts.

## Filmographie
- 2000 : Lector
- 2003 : 11:14
- 2009 : Conspiracy (Echelon Conspiracy)